# Тырница
Тырница — река в Рязанской области России, правый приток Оки. Длина реки составляет 105 км, площадь водосборного бассейна — 1270 км².
В Шиловском районе в левобережье Тырницы находится пойменное озеро Ундрих.

## Притоки
(км от устья)
- 41 км: река Нетрош (лв)
- 49 км: река Вынца (пр)
- 50 км: река Ворша (лв)
- 65 км: река Инкаш (лв)

## Данные водного реестра
По данным государственного водного реестра России относится к Окскому бассейновому округу, водохозяйственный участок реки — Ока от города Рязань до водомерного поста у села Копоново, без реки Проня, речной подбассейн реки — бассейны притоков Оки до впадения Мокши. Речной бассейн реки — Ока.
Код объекта в государственном водном реестре — 09010102212110000026093.